# Haley Anderson
Haley Anderson (n. Santa Clara, 20 de novembre de 1991) és una nedadora estatunidenca i medallista olímpica.

## Biografia
El 2011 va debutar com a nedadora professional a les Universiades de 2011 celebrades a Shenzhen. Va arribar a guanyar una medalla d'or en la prova de 1500 m lliure, i una medalla de plata en la prova de 800 m lliure. Un any després va participar en els Jocs Olímpics de Londres 2012. Va nedar la prova de 10 quilòmetres, on va arribar en segon lloc després de Éva Risztov en quedar-se tan sols a quatre desenes de segon. En 2013 va participar en el Campionat Mundial de Natació de 2013 celebrat en Barcelona, nedant en les aigües obertes de 5 km. Va arribar a guanyar la medalla d'or en quedar per davant de Poliana Okimoto i Ana Marcela Cunha, els qui li van acompanyar en el podi.
Al Campionat Mundial de Natació de 2015 celebrat a Kazan va guanyar la medalla d'or en la prova de cinc quilòmetres en aigües obertes.